# Return to the Dark Side of the Moon
Return to the Dark Side of the Moon (Возвращение на обратную сторону Луны) — это альбом-трибьют, организованный Билли Шервудом, и выпущенный в 2006 году лейблом Purple Pyramid Records. Данный трибьют является воссозданием альбома группы Pink Floyd The Dark Side of the Moon, и продолжением другого трибьюта Шервуда Back Against the Wall (воссоздание альбома Pink Floyd The Wall). Return to the Dark Side of the Moon так же содержит оригинальную композицию, написанную Шервудом, которая была записана вместе с Тони Кэй и Робби Кригером в стиле оригинального альбома.
В записи альбома приняли такие музыканты из мира прогрессивного рока, как бывший член группы Yes Питер Бэнкс, Джефф Даунс, Рик Уэйкман, Тони Кэй.

## Список композиций
1. «Speak to Me» (Мэйсон) / «Breathe» (Уотерс, Райт, Гилмор) (с участием Малкольма Макдауэлла, Эдриана Белью, Джеффа Бакстера, Тони Кей, Алана Уайта, Джона Гиблина) 5:44
2. «On the Run» (Уотерс, Райт, Гилмор) (с участием Ларри Фаста, Алана Уайта) 3:17
3. «Time» (Уотерс, Райт, Гилмор, Мэйсон) (с участием Гари Грина, Билли Шервуда, Майкла Шервуда, Робби Кригера, Дэвид Саншеса, Алана Уайта, Джея Шеллена, Колина Молдинга, СС Уайт) 6:58
4. «The Great Gig in the Sky» (Райт) (с участием Рика Уэйкмана, СС Уайт, Стива Хоу, Джея Шеллена, Билли Шервуда) 4:40
5. «Money» (Уотерс) (с участием Томми Шоу, Эдгара Уинтера, Гэри Грина, Билли Шервуда, Майка Берда, Тони Левина) 6:24
6. «Us and Them» (Уотерс, Райт) (с участием Джона Уэттона, Скотта Пейджа, Двизила Заппа, Тони Кэй, Пэта Мастелотто, Джимми Хаслипа, Боба Кулика, Майкла Шервуда) 7:34
7. «Any Colour You Like» (Райт, Гилмор, Мэйсон) (с участием Роббена Форда, Стива Поркаро, Билли Шервуда, Эйнсли Данбара, Тони Франклина) 4:13
8. «Brain Damage» (Уотерс) (с участием Колина Молдинга, Робби Кригера, Джеффа Даунса, Винни Колаюта, Дела Палмера, Майкла Шервуда, Билли Шервуда) 3:51
9. «Eclipse» (Уотерс) (с участием Билли Шервуда, Питера Бэнкса, Тони Кей, Винни Колаюта, Джона Уэттона, СС Уайт) 2:07
10. «Where We Belong» (Шервуд) (с участием Билли Шервуда, Робби Кригера, Тони Кэй) 3:56

- Трек 10 — это эксклюзивный оригинальный бонус-трек.

## Участники
- Питер Бэнкс: гитара
- Джефф Бакстер: гитара, педаль стали
- Эдриан Белью: вокал
- Майк Бейрд: барабаны
- Винни Колаюта: барабаны
- Джефф Даунс: клавишные
- Эйнсли Данбар: барабаны
- Ларри Фаст: клавишные
- Роббен Форд: гитара
- Тони Франклин: бас
- Джон Гиблин: бас
- Гэри Грин: гитара
- Джимми Хаслип: бас
- Стив Хау: гитара
- Тони Кэй: клавишные
- Боб Кулик: гитара
- Робби Кригер: гитара
- Тони Левин: бас-гитара
- Стив Люкатер: гитара
- Малкольм Макдауэлл: вокал
- Пэт Мастелотто: ударные
- Колин Молдинг: вокал, бас
- Скотт Пейдж: саксофон
- Дэл Палмер: бас
- Стив Поркаро: клавишные
- Дэвид Саншэс: клавишные
- Джей Шеллен: барабаны
- Томми Шоу: вокал
- Билли Шервуд: вокал, клавишные, гитара
- Майкл Шервуд: вокал
- Рик Уэйкман: клавишные
- Джон Уэттон: бас-гитара, вокал
- Алан Уайт: ударные
- СС Уайт: вокал
- Эдгар Винтер: саксофон
- Двизил Заппа: гитара

## Производство
- Продюсирование: Билли Шервуд
- Инженеры: Билли Шервуд, Роб Одри, Кен Латчни, Эрик Джордан, Энди Партридж, Джефф Ноулер
- Мастеринг: Джо Гаствирт